# Tupac Shakur
Tupac Amaru Shakur, afroameriški hip hop glasbenik, * 16. junij 1971, East Harlem, New York, ZDA, † 13. september 1996, Las Vegas, Nevada.
Tupac Shakur, znan tudi pod psevdonimi 2pac, Pac in Makaveli, je bil eden najvplivnejših in najbolje prodajanih izvajalcev hip hopa in rapa.

## Življenje
Ko se je Tupac rodil materi Alice Faye Williams (kasneje Afeni Shakur), mu je dala ime Lesane Parish Crooks, in ne Tupac Amaru. Njegov biološki oče je bil Billy Garland. Šele ko se je poročila z Mutulu Shakur-jem, ki je postal Tupacov očim, si je spremenila ime v Afeni Shakur. Mutulu je bil musliman in Shakur pomeni “hvaležen bogu”. Afeni je sinu spremenila ime leta 1972. Tupac Amaru je dobil ime po inkovskem poglavarju iz 16. stoletja. Drugi pomen Tupac Amaru pa je arabski in pomeni “sijoča se kača”.
Tupac ni nikoli spoznal svojega biološkega očeta. Neprestana borba in težave z zakonom so Tupaca spremljale že od mladih let. Njegov očim Mutulu je bil preprodajalec drog, in ko je bil Tupac star dve leti, je bil obsojen na šest let zapora zaradi kraje avtomobila in umora, bil pa je tudi na FBI-jevem seznamu 10 najbolj iskanih ubežnikov. Tupac je bil močno povezan tudi s Črnimi Panterji, saj je imela njegova mati v organizaciji visok položaj, kot tudi njegov boter Elmer »Geronimo« Pratt, ki je bil obtožen umora, a so obtožbe kasneje ovrgli. Pri svojih 12 letih se je vpisal v Harlemski t. i.127th Street Ensemble, sestavljen iz črnskih igralcev. Svojo prvo veliko vlogo je odigral kot Travis v igri A Raisin in the Sun. Leta 1984 so se z družino preselili v Baltimore, Maryland. Po dveh letih srednje šole se je prepisal na Baltimore School for the Arts-Baltimorško šolo za umetnosti, kjer je študiral igranje, poezijo, jazz in balet. Igral je v raznih Shakespearjevih dramah, ter tudi v vlogi Mišjega Kralja v Hrestaču. Junija 1988 se je Tupac ponovno selil, tokrat na zahodno obalo ZDA, v Marin City, Kalifornijo, kjer je obiskoval Tamalpais High School. Začel je obiskovati pouk poezije, ki ga je vodila Leila Steinberg. Leta 1989 je skupina Leile Steinberg organizirala koncert s Shakurjevo bivšo skupino Strictly Dope. Koncert mu je omogočil, da je podpisal z Atron Gregory-jem, ki ga je predstavil s skupino Digital Underground. Leta 1990 so ga najeli kot pomožnega plesalca. Shakurjeva profesionalna kariera se je začela v zgodnjih 90'tih, ko se je prvič predstavil s pesmijo Same Song z albuma skupine Digital Underground This is an EP Release. Zatem se je zopet pojavil na še eni plošči iste skupine Sons Of The P. Later. Kmalu zatem je izdal svojo prvo ploščo 2Pacalypse Now. Sprva je imel težave s promoviranjem solo debija, a sta Ted Field in Tom Whalley, direktorja Interscope Records vendarle pristala in distributirala ploščo.
Shakur je prvi album posvetil težavam mladih Afroameričanov, a so ga kritizirali zaradi ostrega jezika in prikaza nasilja policije in proti le-tej. Podpredsednik Dan Quayle je rekel, da album »nima kaj početi v naši družbi«. Njegov drugi album, Strictly 4 My N.I.G.G.A.Z., je bil izdan leta 1993. Plošča je proizvedla dva velika hita, Keep Ya Head Up in I Get Around.
Pozno leta 1993 je Tupac ustanovil skupino Thug Life, v kateri so bili Big Syke, Macadoshis, njegov polbrat Mopreme Shakur in Rated R. Skupina je izdala svoj prvi in edini album, Thug Life: Volume 1, 26. septembra 1994, album pa je postal zlat (500,000 izvodov). Tupac je na koncept "Thug Life" gledal kot na življenjsko filozofijo "The Hate You Give Little Infants Fucks Everybody".

## Težave z zakonom
Ko je začel dobivati priznavanje in pozornost kot glasbenik in igralec, so se tudi začeli konflikti z zakonom. Leta 1991 je vložil 10 milijonov dolarjev v težko civilno tožbo proti Oaklandskem policijskem oddelku zaradi brutalnega pretepa dveh policistov, ker je nepravilno prečkal cesto. Pogodili so se za 42,000 dolarjev.
Decembra leta 1993 so bili Shakur in še  drugi obtoženi spolne zlorabe neke ženske v hotelski sobi. Tožnica je izjavila, da sta s Shakurjem najprej analno občevala, ter da je Shakur nato vzpodbujal ostale, da jo zlorabijo. Shakur je obtožbe ostro zanikal. Priznal je sicer, da je omenjeno žensko poznal, ter da mu je v nekem klubu dan prej nudila oralni seks, potem pa sta odšla v hotelsko sobo, kjer sta imela spolni odnos, v katerega je privolila. Obtožbe so se pojavile, ko je ponovno obiskala njegovo sobo, kjer se je zapletla v spolne dejavnosti z njegovimi »prijatelji« in izjavila, da so jo moški, med njimi tudi Shakur, takrat skupinsko posilili. Shakur je izjavil, da je zaspal kmalu zatem, ko je ženska prišla, ter se zbudil k njenim obtožbam in grožnjam s tožbo. Kasneje je rekel, da mu je žal, da jo je pustil samo, in ni želel, da gre kdo v zapor, a hkrati ni hotel iti v zapor zaradi zločina, ki ga ni zagrešil. Shakur (in samo on) je bil obtožen spolne zlorabe. Obsojen je bil na leto in pol zapora.
Leta 1994 je bil obsojen napada na bivšega zaposlenega, ko je bil na snemanju nekega glasbenega spota. Obsojen je bil na 15 dni zaporne kazni, občinsko delo ter denarno kazen 2000 dolarjev. Kasneje tega leta se je začel dobivati z Madonno, ki naj bi hotela tudi njegovega otroka. Hodila sta še nekaj časa, a so Shakurja prijatelji pregovorili, naj razmerje konča. Leta 1995 je bil spet na sodišču, tokrat zaradi domnevnega streljanja leta 1992, ko je umrl šestletni Qa'id Walker-Teal iz Marin Cityja. Otrok naj bil žrtev streljanja med Shakurjevo ter rivalsko skupino, a so balisrični testi pokazali, da naboj ni prišel niti iz Shakurjeve niti iz pištole njegovih ljudi. Tožbe ni bilo, Shakur pa se je pogodil z družino z zneskom med 300,000 in 500,000 $. Ko je odslužil del svoje kazni, je bil izpuščen pod varščino. Petega aprila leta 1996 je bil zopet obsojen na 120 dni zapora, ker naj bi kršil svojo pogojno kazen.

## Streljanje novembra 1994
30. novembra 1994, dan pred razsodbo glede spolne zlorabe, so Shakurja oropali in ustrelili. Tistega dne je bil Shakur v snemalnem studiu Quad Recording Studios na Rimes Square-u na Manhattanu, skupaj s svojim dobrim prijateljem Randy »Stretch« Walkerjem. Hodil je do dvigala, ko sta pristopila dva moška ter ga prisilila, da jima je izročil svoj nakit, v vrednosti okoli 40,000$. Medtem je bil Shakur tudi ustreljen. Prejel je 5 strelov, enega skozi roko in stegno, dva v mednožje in dva v glavo, vse to iz neposredne bližine. Ko sta moška zbežala, je Shakur, še vedno živ, odšel v dvigalo ter se povzpel do studia. Tam so bili med drugimi Puff Daddy in Notorious B.I.G. Po Shakurjevih besedah so bili vsi pretreseni, ko so ga videli živega. Shakur je bil prepričan, da sta za napad kriva prav Puff Daddy in Notorious B.I.G., ali pa da sta vedela, da se pripravlja, a ga nista posvarila, da je v nevarnosti. Shakurja so odpeljali v bolnišnico Bellevue Hospital, ki pa jo je zapustil le 3 ure po operaciji. Naslednjega dne je prišel na sodišče v vozičku, spoznali so ga za krivega treh točk zlorabe, oproščen pa šestih drugih, tudi sodomije.

## Zaporna kazen
Shakur je svojo kazen začel služiti v Clinton Correctional Facility v New Yorku, 14. februarja 1995. Tik preden je odšel v zapor, je končal svoj nov album Me Against the World, ki se je takoj povzpel na prvo mesto glasbenih lestvic, kjer je ostal 5 tednov. Plošča je prodala 240.000 izvodov v prvem tednu, s čimer je postavil nov rekord za solo moške hip hop izvajalce. Med prestajanjem kazni se je poročil s svojo dolgoletno punco, Keisho Morris, a sta se kasneje ločila. Ko je bil v zaporu, je Shakur prebral mnogo knjig raznih piscev, npr. dela Niccole Machiavellija, Sun Cujevo Umetnost vojne ter ostala politično filozofska in strategijska dela. Napisal je tudi scenarij z naslovom Live 2 Tell.
Oktobra 1995 je bil Shakurjev primer na prizivu, a zaradi vseh ostalih odškodnin in kazni ni mogel zbrati 1,4 milijona $ za varščino. Po osmih mesecih svoje leto in pol do štiri leta in pol dolge kazni, je bil izpuščen po zaslugi direktorja založbe Death Row Records Suge Knighta. Knight je plačal znesek 1.4 milijona dolarjev, v zameno pa bi Shakur moral za založbo izdati tri albume.

## Death Row Records
Po izpustitvi iz Clinton Correctional Facility, se je Shakur takoj posvetil pisanju pesmi. Ustanovil je novo skupino Outlaw Immortalz. 13. februarja 1996 je Shakur izdal svoj četrti solo album All Eyez on Me. To je bil dvojni album, s čimer je odplačal dva od obljubljenih treh albumov za Death Row Records. Album se je prodal v več kot 9 milijonih izvodov. Plošča je bila nekoliko drugačna od introspekcije na Me Against The World, a bila je velik uspeh. Shakur je nadaljeval snemanje čeprav je prišlo do težav pri založbi. Dr. Dre je zapustil mesto glavnega producenta in ustanovil svojo založbo Aftermath. Tupac je nadaljeval snemanje na stotine pesmi, katere so bile izdane na njegovih posthumnih albumih Still I Rise, Until the End of Time, Better Dayz in Pac's Life. 4. junija 1996 je skupaj z Outlawz-i izdal singl »Hit 'Em Up«, besedni napad na Notorious B.I.G.-a in ostale povezane z newyorško založbo Bad Boy. Pesem je le še poglobila tako ali tako sprti vzhod in zahod ter rivalstvo med obema založbama. 4. julija je imel nastop v House of blues z Outlawzi, Snoop Doggom in še nekaterimi. To je bil njegov zadnji nastop.
Ko je bil zaprt je bral dela Niccole Machiavellija, od kjer je tudi dobil navdih za svoj psevdonim »Makaveli«. Pod tem imenom je izdal svoj zadnji album v življenju, The Don Killuminati: The 7 Day Theory, ki pa je bil izdan 5. novembra 1996, torej dva meseca po njegovi smrti. Plošča se močno razlikuje od njegovih prejšnjih del, saj je veliko bolj mračna pa tudi preroška, in je morda njegovo najboljše delo. Shakur je vse pesmi na albumu napisal v zgolj treh dneh, produkcija pa je trajala še naslednje štiri, torej skupaj sedem dni, od koder ime. Shakur je imel na albumu popoln ustvarjalen vnos, od pesmi pa do naslovne slike, kjer je upodobljen na križ,u ki simbolizira to, kako so ga mediji križali. Plošča se je takoj zavihtela na prvo mesto in v prvem tednu prodala 663.000 izvodov, skupno pa več kot 7 milijonov v ZDA ter okoli 28 milijonov po svetu.

## Streljanje septembra 1996 in smrt
Tupac se je 7. septembra 1996 odpravil na dvoboj Mikea Tysona v Las Vegasu. Po tekmi se je zanetil pretep v veži enega izmed hotelov, ki pa se je dokaj hitro umiril. Tupac se je usedel v avto, ki ga je vozil lastnik Death Row Records Suge Knight. Ustavili so se pred rdečo lučjo, kjer se je Tupac pogovarjal dvema ženskama v sosednjem avtu. Nato se je pripeljal bel Cadillac in ustavil na njegovi desni strani. Odprli so okno in ga ustrelili. Ura napada je bila 23.15. Voznika, Sugea Knighta, je metek oplazil po vrhu glave. Suge Knight je iz panike vozil vse do krožišča, kjer se je avto zaletel. Prvi policist, ki je prišel na sceno, je mislil, da so zločinci. Tupacovi varnostniki so nato policistu pojasnili, kaj se je zgodilo. Ko je policist vprašal Tupaca, kako se počuti, mu je odgovoril "Fuck you." To so uradno bile njegove zadnje besede.
Odpeljali so ga v "University Medical Centre of Nevada" kjer je bil v komi 6 dni. Umrl je 13. septembra 1996 zaradi izgube krvi. 
Policija je priprla Orlanda Andersona, s katerim so se Tupac in njegovi prijatelji sprli v veži hotela. Sojenja Anderson ni dočakal, saj so ga leta 1998 ubili. Duane Keith "Keffe D" Davis, vodja tolpe Crips v Kaliforniji in tudi Orlandov stric, je 22 let pozneje izjavil, da je bil v avtomobilu s strelcem iz katerega so na Tupaca streljali, vendar zaradi uličnega kodeksa tolp podatka, kdo je streljal, ni izdal. 

## Albumi
- 2Pacalypse Now (1991)
- Strictly 4 my N.I.G.G.A.Z. (1993)
- Thug Life (1994)
- Me Against The World (1995)
- All Eyez On Me (1996)
- The Don Killuminati (1996)
- RU Still Down (1997)
- Greatest Hits (1998)
- Still I Rise (1999)
- The Rose That Grew From The Concrete (2000)
- Until The End Of Time (2001)
- Better Dayz (2002)
- Thugz Mansion (2002)
- Loyal To The Game (2004)

## Filmi
2Pac je igral tudi v nekaterih filmih, ki pa niso tako znani kot njegovi albumi. 
- Juice (1991)
- Poetic justice (1992)
- Above The Rim (1994)
- Bullet (1995)
- Gang Related (1996)
- Gridlock'd (1997)
- The Resurrection (2004)